# Levoča
Levoča (en húngaro: Lőcse, en alemán: Leutschau, en polaco: Lewocza) es una ciudad del este de Eslovaquia, en la región de Prešov y distrito de Levoča.

## Características generales
Inicialmente fue un asentamiento eslavo aunque tras la invasión de los tártaros en 1241 se repobló con pueblos germánicos. En 1249 aparece la primera mención de la ciudad, con el nombre de Leucha, en una carta de Bela IV. En 1271 es la capital de los sajones de Spiš, convirtiéndose en «villa real» en 1371. 
Desde 2009 es Patrimonio de la Humanidad como extensión del castillo de Spiš, que ya recibió esa calificación en 1993. Entre los monumentos existentes en la ciudad destacan: la iglesia de Santiago de estilo gótico, el ayuntamiento del siglo XV, la casa de Thurzo y la puerta de Košice.

## Demografía
| Año        | 1994   | 2004    | 2014    | 2024    |
| ---------- | ------ | ------- | ------- | ------- |
| Población  | 13 548 | 14 604  | 14 783  | 13 905  |
| Diferencia |        | +7,79 % | +1,22 % | −5,93 % |

| Año        | 2023   | 2024    |
| ---------- | ------ | ------- |
| Población  | 13 944 | 13 905  |
| Diferencia |        | −0,27 % |

## Ciudades hermanadas
- Stary Sącz (Polonia)
- Łańcut (Polonia)
- Keszthely (Hungría)
- Litomyšl (República Checa)
- Kalwaria Zebrzydowska (Polonia)
- Příbram (República Checa)